# أحمد الشيخ (لاعب كرة قدم مواليد 1992)
     لشخصية أخرى تحمل اسم أحمد الشيخ، طالع أحمد الشيخ (توضيح).أحمد الشيخ 

أحمد الشيخ (مواليد 9 سبتمبر 1992 في محافظة بني سويف، مصر) هو لاعب كرة قدم مصري يلعب في مركز خط الوسط. يلعب حاليًا في صفوف نادي المصري. فاز الشيخ بلقب هدّاف الدوري المصري الممتاز موسم 2016–17 بعد أن أحرز 17 هدف مع فريق مصر للمقاصة.

## مسيرته مع الأندية

### مصر للمقاصة
التحق أحمد الشيخ إلى فريق الناشئين بنادي تليفونات بني سويف عام 2012 إلى عام 2014 قبل انتقاله لنادي مصر المقاصة عام 2014. وأدى مع المقاصة مستوى ممتاز وقام بإحراز 8 أهداف.

### الأهلي
انتقل أحمد الشيخ للنادي الأهلي في 30 يوليو 2015. ولكنه عانى من قلة دخوله التشكيلة الأساسية على مدار موسمه الأول مع الفريق، بالرغم من تولي 3 مدربين مختلفين قيادة الفريق، وهم عبد العزيز عبد الشافي (زيزو) وجوزيه بيسيرو ومارتن يول. فلم يشارك الشيخ مع الأهلي سوى في 5 مباريات
بالدوري واثنتين بالكأس وواحدة بالبطولة الإفريقية مسجلاً هدفين.

### العودة لمصر للمقاصة
وبسبب قلة مشاركته مع الأهلي، عاد الشيخ مرة أخرى لنادي مصر المقاصة على سبيل الإعارة لمدة موسم واحد. ومع المقاصة، عاد الشيخ للتألق من جديد إذ نجح في إحراز 3 أهداف وصنع اثنين في أول 3 مباريات له مع الفريق في بداية الدوري المصري موسم 2016-2017.

### نادي الاتفاق السعودي
أعاره النادي الأهلي إلى نادي الاتفاق مطلع عام 2018 لمدة 6 أشهر وسجل هدف ضد الفتح يوم 3/2/2018
وكان هدف الفوز وحصل علي أفضل لاعب في المباراة، ثم عاد إلى النادي الأهلي من جديد. 

### نادي بيراميدز
في 7 ديسمبر 2020 وقع أحمد الشيخ على عقود انتقاله لنادي بيراميدز.
المصري
في بداية موسم 2021-2022 انتقل اللاعب الى النادي المصري. 

بريبرام
في 10 مارس 2023 أعلن اللاعب انتقاله إلى نادي بريبرام التشيكي ، ولعب مع النادي مباراتين فقط. 

الإتحاد السكندري
تعاقد اللاعب مع النادي لمدة موسمين بعد العودة من نادي بريبرام التشيكي لكنه لم يشارك مع الفريق في المباريات 

الإسماعيلي
انتقل اللاعب إلى نادي الإسماعيلي مجانا بعد الإستغناء عنه من قبل نادي الإتحاد السكندري. 

## مسيرته الدولية

### الاهداف الدولية
النتائج تدرج أهداف منتخب مصر أولا.
| # | التاريخ      | المكان                          | المشاركة | الاهداف | النتيجة | المنافسة    |
| - | ------------ | ------------------------------- | -------- | ------- | ------- | ----------- |
| 1 | 28 مارس 2017 | ملعب برج العرب، الإسكندرية، مصر | توغو     | 2–0     | 3–0     | مباراة ودية |

## الألقاب
مع الأهلي
- الدوري المصري الممتاز (1): 2015–16
- كأس السوبر المصري (1): 2015

ألقاب شخصية
- هدّاف الدوري المصري الممتاز (1): 2016–17[1]

## روابط خارجية
- أحمد الشيخ (لاعب كرة قدم) على موقع قاعدة بيانات كرة القدم.إي يو (الإنجليزية)
- أحمد الشيخ (لاعب كرة قدم) على موقع ناشيونال فوتبول تيمز (الإنجليزية)
- أحمد الشيخ (لاعب كرة قدم) على موقع Soccerway.com (الإنجليزية)